# Tamboangou
Tamboangou est une commune rurale située dans le département de Yamba de la province du Gourma dans la région de l'Est au Burkina Faso.

## Géographie
Tamboangou est situé à 7 km au Sud-Ouest de Yamba, le chef-lieu du département, et à 5,5 km au Sud-Est de Nayouri, à mi-chemin avec Tandyari. La commune est traversée par la route nationale 18.

## Économie
L'économie de Tamboangou profite de sa localisation sur la RN18 et du commerce entre les communes du Nord et du Sud du département.

## Santé et éducation
Le centre de soins le plus proche de Tamboangou est le centre de santé et de promotion sociale (CSPS) de Nayouri.